# 布製マスク

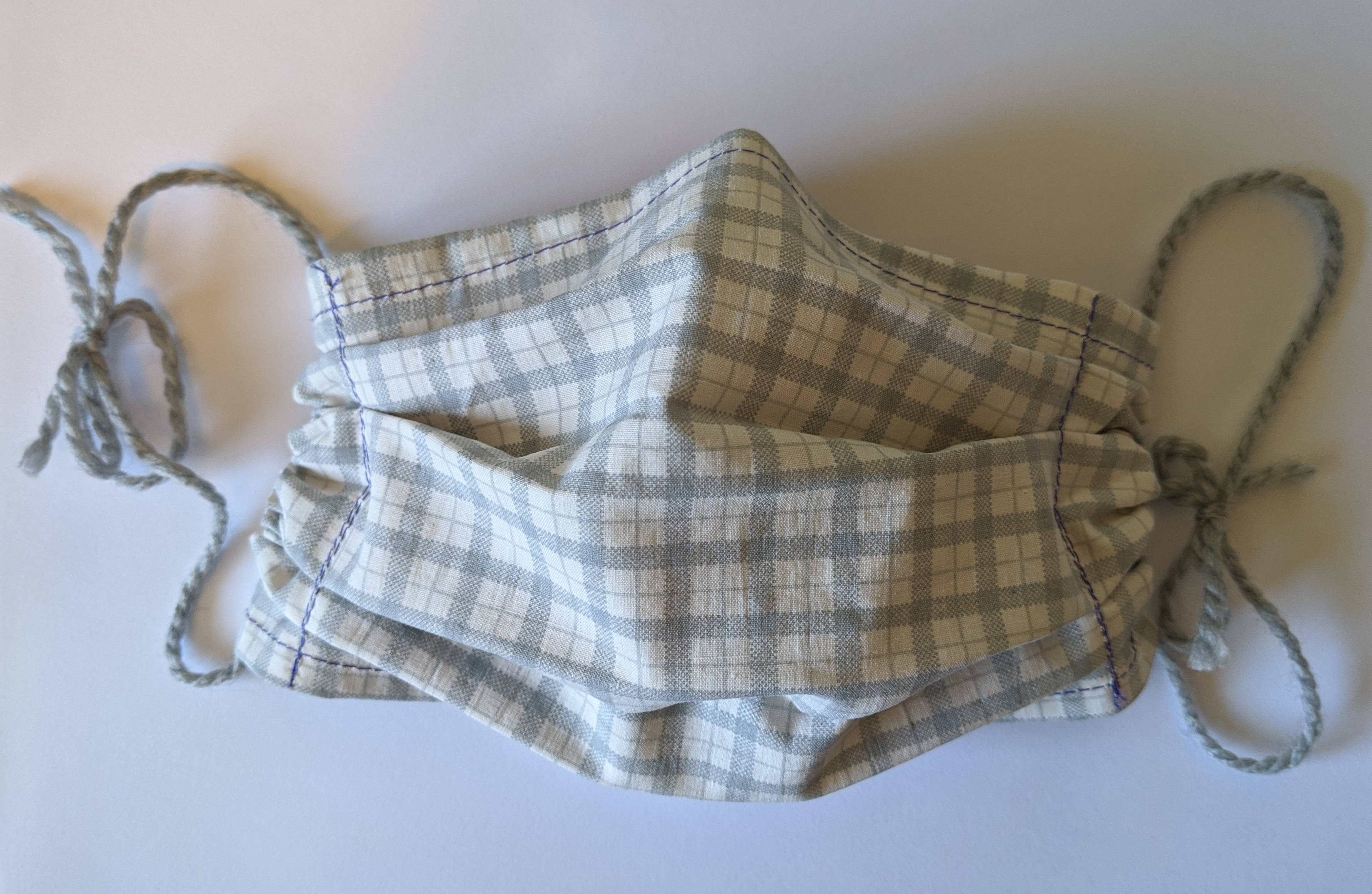
手製の布製マスク

布製マスク（ぬのせいマスク、英語: cloth facemask）または布マスク（ぬのマスク）は、布（通常は木綿やガーゼ）で作られた、口と鼻を覆うマスクである。サージカルマスクやN95マスクのような防毒マスクとは異なり、規格は定められていない。また、感染経路や粒子状物質大気汚染に対する保護手段としての有効性について、ほとんど調査されておらず、指針もない。しかしながら、2020年のアメリカ化学会の研究では、複数の素材を重ねることで粒子を捕捉する能力が高まり、組み合わせによってはN95マスクに匹敵する有効性があるという結果もある。

## 概要

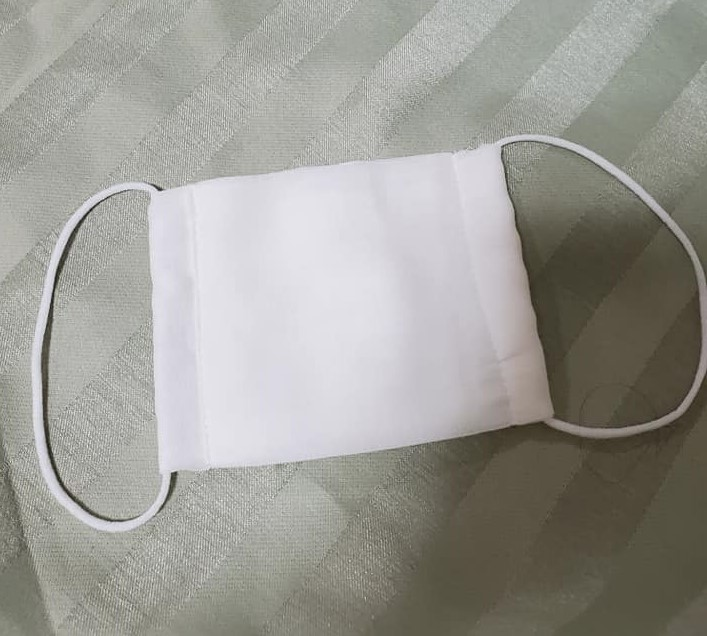
新型コロナウイルスの流行への対策として日本政府が配布した布製マスク（いわゆるアベノマスク）

19世紀後半から20世紀中葉にかけて、健康管理に携わる人々によって日常的に使われてきた。先進国では、1960年代に現在のサージカルマスクが主流となり、使用量を減らしたが、開発途上国では医療現場で未だに使われ続けている。新型コロナウイルス感染症の流行でサージカルマスクや防毒マスクの品薄により最後の拠り所として先進国での使用が復活した。日本の小中学校では、給食当番がマスクを着用することが文部科学省作成の「食に関する指導の手引」に記載されており、児童生徒は市販の白いガーゼマスクを身につけるのが一般的である。

## 使用法
再利用できる布製マスクは、主に開発途上国や特にアジアで使われている。メルトブロー製法で形成される不織布を用いて作られるサージカルマスクやN95マスクのような防毒マスクと好対照で、有効性には限界がある。防毒マスクとは異なり、サージカルマスクと同様に、布製マスクは顔の周辺の密閉はできない。
健康管理の環境で呼吸飛沫を通した伝染を減らす「感染源管理 (source control)」として患者に対して、またサージカルマスクや防毒マスクが入手できない時に健康管理に携わる人々により用いられている。布製マスクは一般にサージカルマスクや防毒マスクを使い果たした場合に最後の拠り所としてのみ用いるよう要請されている。伝染病や粒子状物質大気汚染の双方に対して知られている防御策として家族環境や共同体環境で一般大衆からも使われている。
数種類の布製マスクが商業上特にアジアで手に入る。手製のマスクも、バンダナやTシャツ、ハンカチ、襟巻き、タオルを使って即席で作れる。八重山ミンサーのような伝統的な素材も利用されている。

## 有効性
2015年時点で、再利用可能な布製マスクの使用に関するランダム化比較試験や指針は存在しない。ほとんどの調査は、使い捨てのサージカルマスクが普及する前の20世紀前半に行われた。ある2010年の研究は、微粒子の40％から90％が布製マスクを貫通していることを見出した。布製マスクの性能は、編み方の細かさや層の数だけでなく、形や相性、編み方の種類によっても大きく変化する。2006年時点で、布製マスクをサージカルマスクとして使うことついて、アメリカ合衆国のアメリカ食品医薬品局は認可していない。
コンピュータによるシミュレーションでは、飛沫の飛散・吸入防止には十分な効果を発揮するという結果が確認された。
2020年には複数の素材を重ねることで粒子を捕捉する能力が高まり、組み合わせによってはN95マスクに匹敵するという研究結果が公表された。実際にフィルターを組み合わせた布製マスクが販売されている。
また、国内では理化学研究所や神戸大学、豊橋技術科学大学らによってマスク・フェイスシールド・マウスシールドの飛沫防止効果を測定するシミュレーション・実験が実施されている。シミュレーションならびに実験の結果によれば、何もつけていない状態を100%としたとき、不織布マスクであれば吐き出す飛沫の量は20%までに抑えられるのに対し、布製マスクは18-34%程度となる。また、吸い込む飛沫に関しては、不織布マスクが30%まで抑えられる一方で布製マスクは55-65%となり、不織布マスクに劣るという結果が示された。
|                | 不着用 | 不織布マスク | 布マスク | ウレタンマスク | フェイスシールド                                     | マウスシールド                                       |
| -------------- | ------ | ------------ | -------- | -------------- | ---------------------------------------------------- | ---------------------------------------------------- |
| 吐き出し飛沫量 | 100%   | 20%          | 18-34%   | 50%            | 80%                                                  | 90%                                                  |
| 吸い込み飛沫量 | 100%   | 30%          | 55-65%   | 60-70%         | 小さな飛沫に対しては効果なし（エアロゾルは防げない） | 小さな飛沫に対しては効果なし（エアロゾルは防げない） |

## 歴史

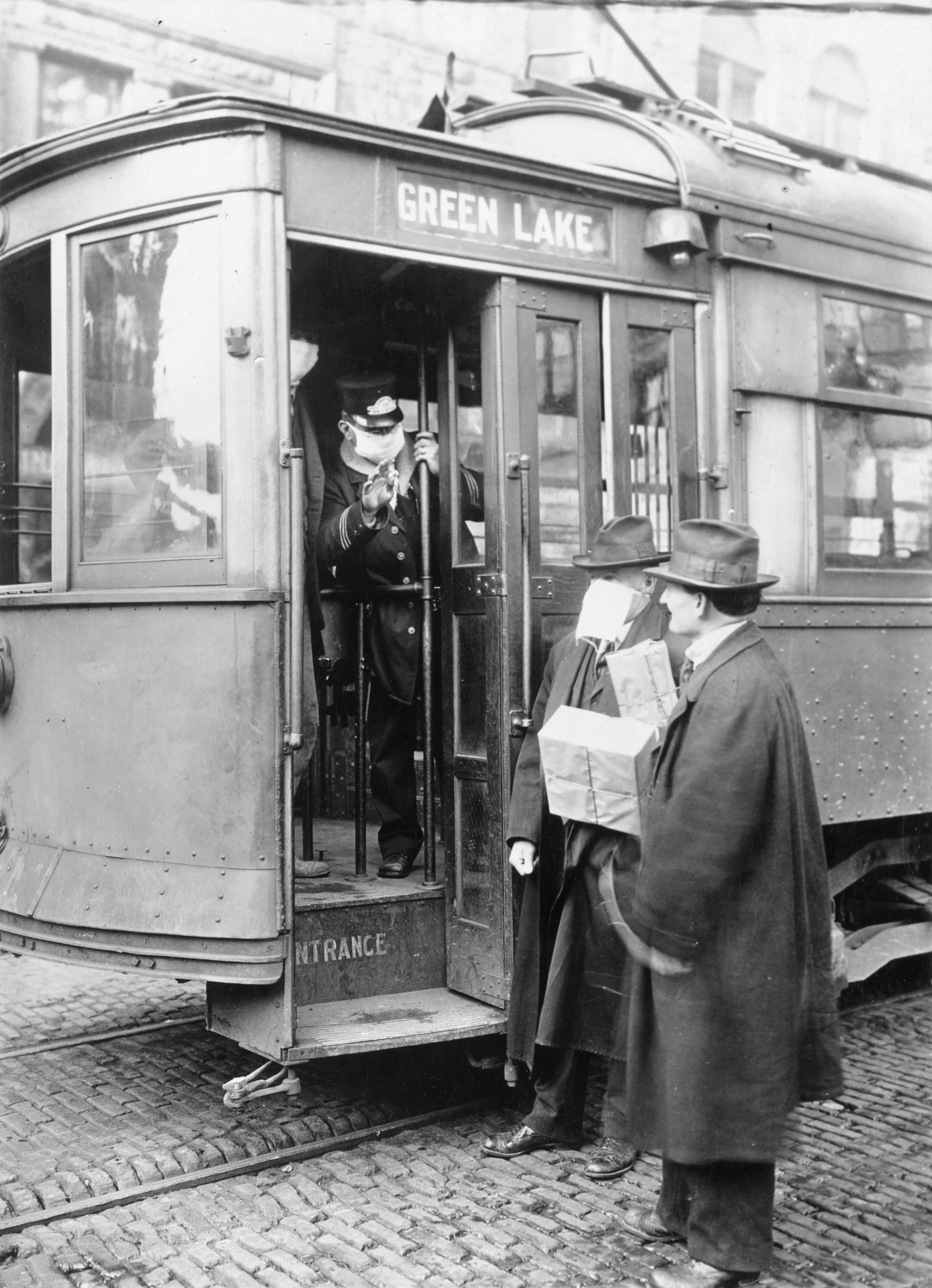
スペインかぜの流行に伴い、マスクを着用していない人の乗車を拒否する路面電車の運転士（1918年、ワシントン州キング郡シアトル市にて）

最初に記録された布製マスクの使用は、パリで1897年に手術を行ったフランス人外科医ポル・ベルジェに関係がある。マスクは20世紀前半に伝染病を防止するのに使われるようになった。腺ペストが発生した1910年秋に中国の宮廷で働いていた伍連徳による意匠は、実験でバクテリアから使用者を守った最初の例で、スペインかぜでマスクが使われることに寄与した。健康管理に携わる人々による最初のマスク使用の研究は、1918年に行われた。1940年代、寒冷紗から作られたマスクは、結核から看護師を守るのに使われた。
開発途上国ではいまだに使われ続けているが、布製マスクは主として1960年代に不織布で作られた現在のサージカルマスクに取って代わられた。2002年-2004年のSARS発生の際のアジアや2014年の西アフリカエボラ出血熱流行の際の西アフリカで使われた。
2020年3月、新型コロナウイルス感染症の流行に際して、アメリカ合衆国アメリカ疾病予防管理センター (CDC) は、医療従事者が防毒マスクやサージカルマスクを手に入れられず、最後の拠り所として、アメリカ国立労働安全衛生研究所で評価・承認されていないマスクや手製マスクを使う必要がある場合においても、注意を払うように呼びかけた。2020年4月、CDCは無症候キャリアや発症前の患者による感染が有意であることから、特に市中感染が著しい地域の、食料品店やドラッグストアのような社会的距離を維持するのが難しい公共の場では、布で顔を覆うように公衆に勧告した。